# Ans

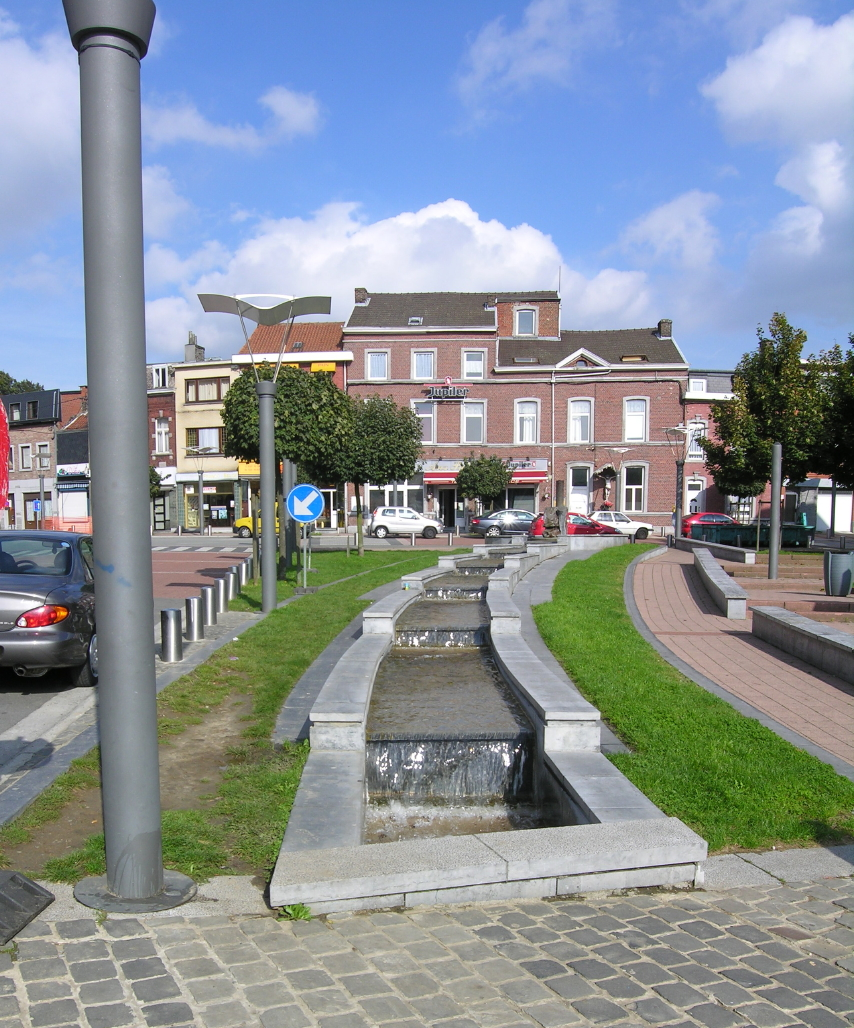
El riu Llègia a Ans.

Ans (Anse en való) és un municipi belga de la província de Lieja a la regió valona. A principis de 2008 tenia 27.550 habitants.
Situat a tocar de la ciutat de Lieja, ha tingut un passat carboner. L'hulla va ser explotada des del segle xiii i el municipi arribà a comptar amb fins a 4 mines d'aquest mineral. Ans és també localitat de fi d'etapa en la carrera ciclista Lieja-Bastogne-Lieja (que habitualment es desenvolupa a l'abril).
Ans forma juntament amb Lieja, Seraing, Herstal, Saint-Nicolas i Flémalle l'aglomeració de Lieja (480.000 habitants). Des de les fusions de municipis, el municipi d'Ans comprèn també els nuclis de població d'Alleur, Xhendremael i Loncin.
Des de 1999, Ans està agermanat amb l'associació "País d'Ans", al Perigord (França). Aquesta associació agrupa sis municipis que porten la desinència d'Ans: Badafòu d'Ans, La Boissiera d'Ans, Chourgnac d'Ans, Granges d'Ans, Senta Eulàlia d'Ans i Saint-Pantaly-d'Ans. Ambdues regions comparteixen una història comúna. Al segle xiv, el senyor de Hautefort-en-Périgord, senyor feudal de tota la regió, va casar una de les seves filles amb un senyor d'Ans de l'aleshores principat de Lieja. Ella, li va aportar, de dot, diversos territoris on els seus pobles porten encara avui el nom d'Ans.

## Lloc d'interés
- Castell de Waroux, monument llistat

## Agermanaments
- Senta Eulàlia d'Ans
- Granges d'Ans
- Badafòu d'Ans